# Kóraku-en
A Kóraku-en (後楽園; Hepburn: Kōrakuen) Japán három legszebb kertjének egyike. Okajama prefektúra, Okajama nevű városában található. A kertet Ikeda Cunamasza építtette 1700-ban. A jelenlegi formáját 1863-ban érte el.

## Történelme
A Kóraku-en építését 1687-ben Ikeda Cunamasza rendelte el. 1700-ra el is készült, és néhány változtatást leszámítva az eredeti formájában a mai napig megőrződött. A kert eredeti neve Kó-en (後園; „későbbi kert”) volt, mivel az Okajama Vár elkészülte után épült. Jelenlegi nevét 1871-ben kapta.
A Kóraku-en egyike azon földesúri kerteknek, ahol a történelem változása nyomon követhető. Ez főleg az Ikeda család által hátrahagyott feljegyzéseknek és az Edo-kori festményeknek köszönhető.
A kertet főleg fontos vendégek fogadására használták, de bizonyos napokon a közemberek is látogathatták. 1884-ben a kert tulajdonjoga Okajama prefektúrára szállt, melynek köszönhetően megnyitották a nagyközönség számára.
Az 1934-es áradások és az 1945-ös bombázások során komoly károkat szenvedett, azonban az Edo-kori festmények alapján rekonstruálták. 1952-ben a történelmi kulturális örökség részévé nyilvánították.

## Érdekessége
A kert egyik jellegzetessége a Szava-no-ike nevű tó, mely három szigetével állítólag a Kiotó melletti Biva-tó látványát tükrözi.

## Galéria

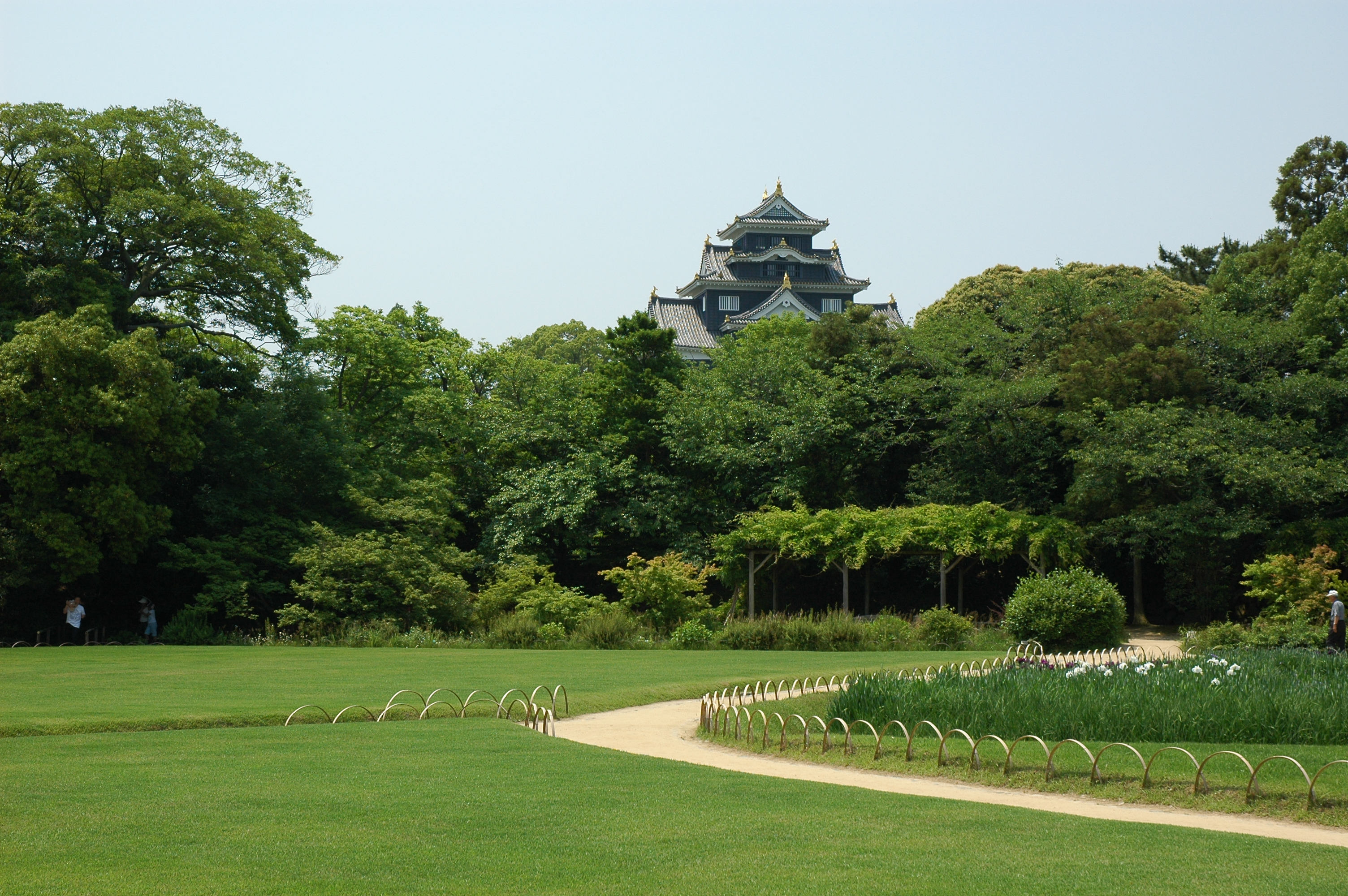
Kóraku-en és az Okajama Vár
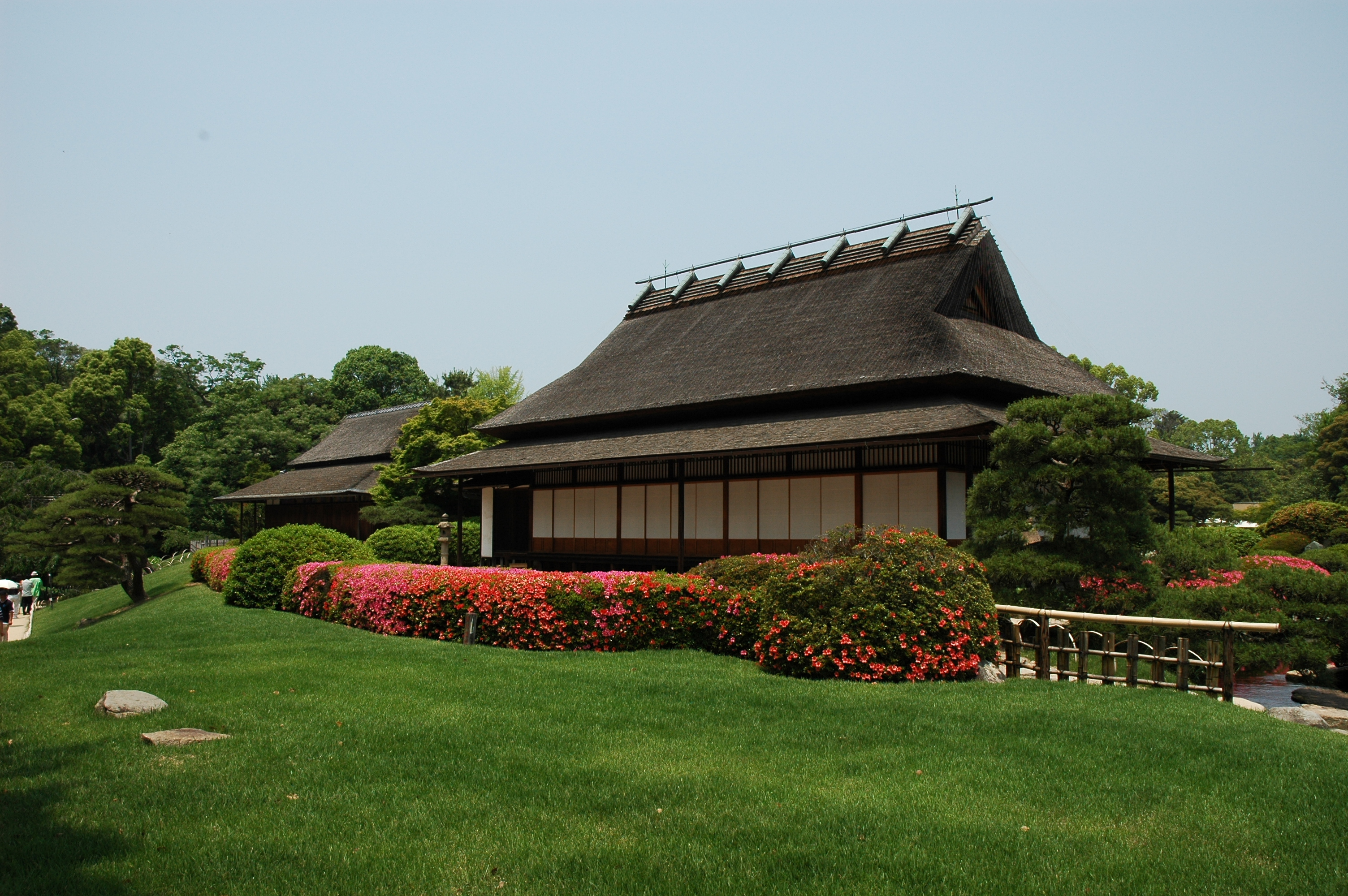
Enjótei
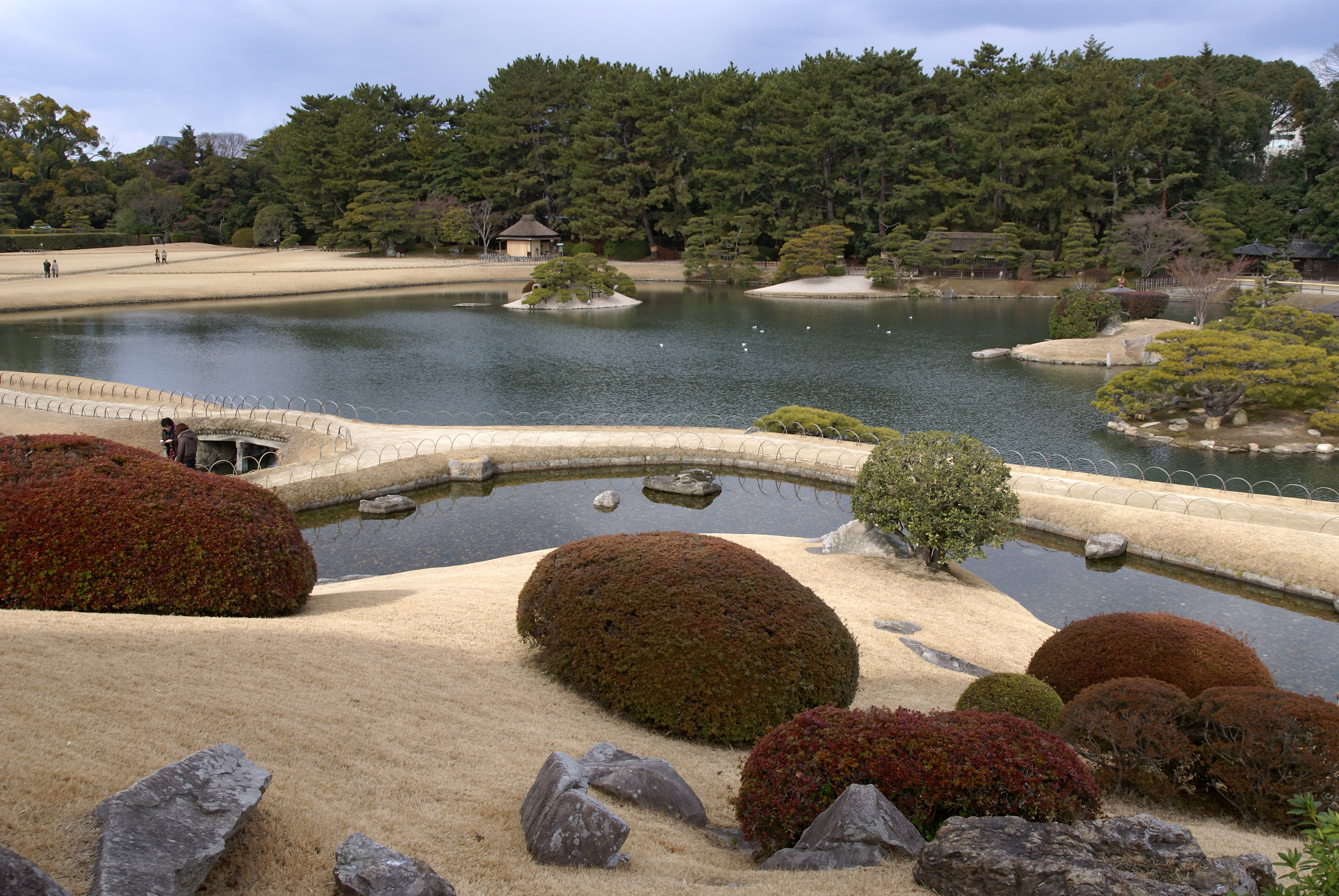
Kilátás a Juisinzan dombról
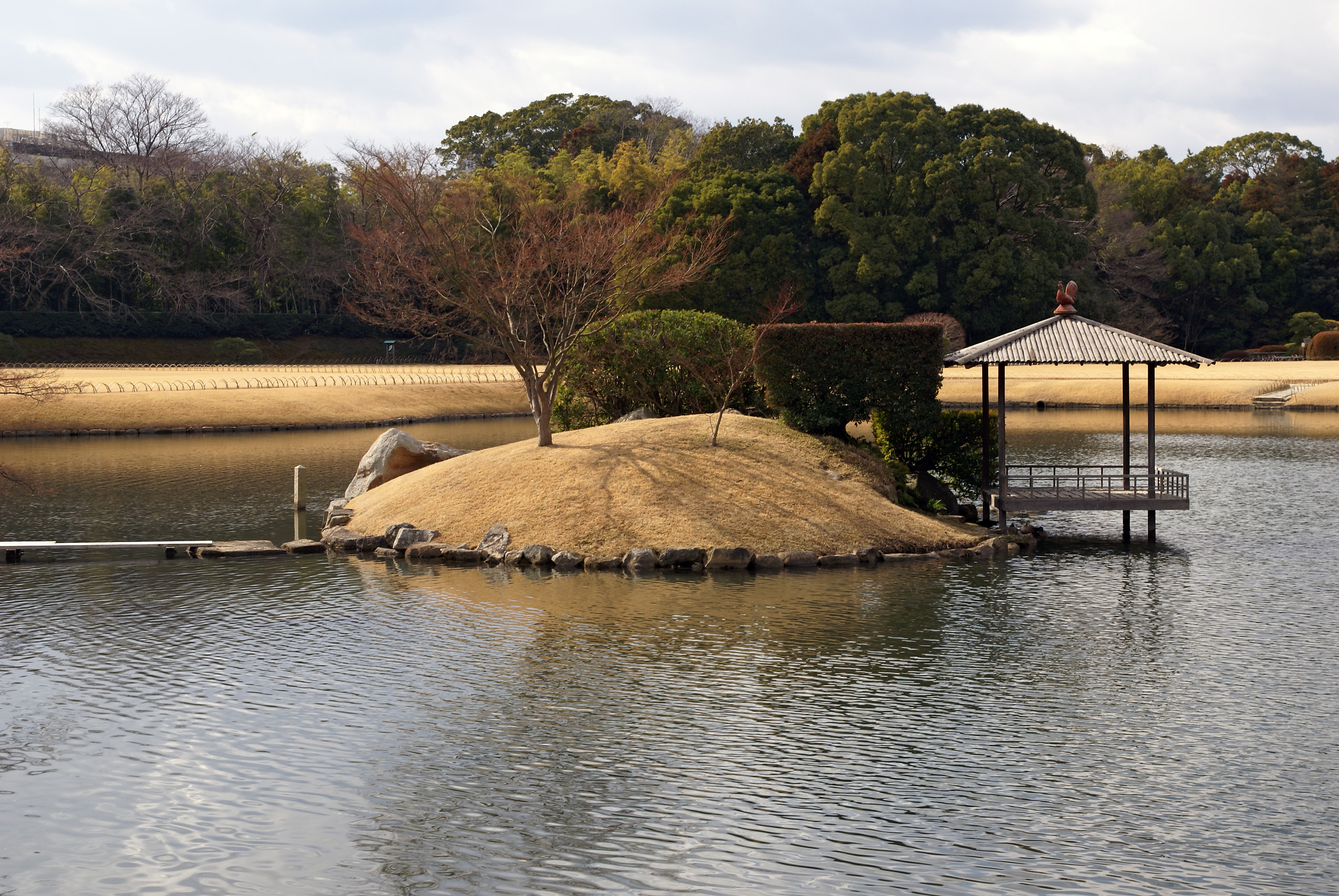
Mino sziget

## Fordítás
Ez a szócikk részben vagy egészben  a   Kōraku-en című angol Wikipédia-szócikk fordításán alapul.  Az eredeti cikk szerkesztőit annak laptörténete sorolja fel. Ez a jelzés csupán a megfogalmazás eredetét és a szerzői jogokat jelzi, nem szolgál a cikkben szereplő információk forrásmegjelöléseként.